# Нгархелонг
Нгархелонг — штат в Палау. Он находится на самой северной оконечности острова Бабелдаоб. Только штат Каянгел находится севернее.

## Демография
На 2020 год его население составило 384 человек, а средний возраст — 37,2 года. Официальными языками государства являются палауский и английский. Уонгерчэтей — это титул традиционного верховного вождя от государства.
Население штата составляет чуть менее 390 человек (2020 год), что делает его пятым по численности населения из шестнадцати штатов Палау, хотя по площади он занимает тринадцатое место (всего около 10 квадратных километров). Деревня Менгелланг служит столицей штата и находится к югу от штата. Менгелланг и Оллей являются основными населенными пунктами штата.
В июне 1972 года постоянное население составляло 702 человека.

## География
Нгерхелонг расположен на северной оконечности острова Бабелдаоб. Земля имеет невысокие холмистые холмы с короткими дренажами и окаймлена густым поясом мангровых зарослей. Нгерхелонг простирается на север от самой узкой части перешейка на Бабелдаобе, где граничит с Нгараардом. Более низкие склоны холмов обычно покрыты низменным лесом, а некоторые из более высоких холмов в северной части штата покрыты лесом, но большая часть земли покрыта травой и низким кустарником.
Современные деревни Оллей (север), Менгелланг (юго-запад) и Нгербау (восточное побережье) соединены дорогой, которая сейчас частично асфальтирована. Эта дорога в конечном итоге станет частью дороги Бабелдаоб, соединяющей Чол в Нгараарде.
В настоящее время большая часть землепользования в Нгерхелонге ограничена садами, окружающими современные деревни. Вперемешку с этими огородами растут агролеса, в которых растут кокосовые орехи и бетельные орехи, плоды хлебного дерева, миндальные деревья и банановые растения. Во многих необитаемых деревнях и вокруг них растут кокосовые пальмы и бетельные орехи, а иногда встречаются участки нерегулярно посещаемых болотных садов таро.
Кроме того, в состав Нгерхелонга входят два небольших острова, Нгеркеклау и Нгеречур, расположенные в одном и двух километрах к северу от Бабелдаоба.

## Традиционные деревни
По крайней мере, девять традиционных деревень находятся в Нгархелонге. Традиционные деревни представляют собой важные символы, придающие идентичность семьям, кланам и регионам. В деревнях есть множество каменных сооружений, имеющих историческое и традиционное значение. Многие каменные платформы, одесонгель, служат клановыми кладбищами, а другие каменные объекты служат святынями. Лагуна является важным ресурсным районом и, вероятно, интенсивно эксплуатировалась в доисторические времена. К важным ресурсам относятся многие виды рыб. Рядом с традиционными деревнями находятся болотные сады таро, а вокруг большинства деревень расположены садовые участки и террасные склоны холмов.

## Политическая система
В Нгархелонге есть своя конституция, принятая в 1982 году. Правительство штата было создано в 1982 году. В штате Нгархелонг с населением менее 350 человек главой исполнительной власти является губернатор. В штате также есть законодательное собрание, избираемое каждые два года. Население штата избирает одного из членов Палаты делегатов Палау.

## Культура
Нгархелонг является важным историческим местом и подвергся археологическим раскопкам.
Нгархелонг является местом древних каменных монолитов, которые загадочны по происхождению. Традиционная религия Палауна рассматривала эти каменные монолиты как священное место для молитвы. Есть и другие каменные монолиты, расположенные на островах и вокруг них, но их не так много, как в Нгархелонге.

## Образование
Министерство образования управляет государственными школами.
Начальная школа Нгархелонга, основанная в 1947 году, переехала на свое нынешнее место в Бай ра Менгелланг с первоначального места в общине бай деревни Йебонг в 1953 году. Его нынешнее здание открылось в 1964 году. Он обслуживал студентов из Чолля. Начальная школа Нгараард в Нгараарде ранее обслуживала Нгархелонг.
Средняя школа Палау в Короре является единственной государственной средней школой в стране, поэтому дети из этой общины ходят именно туда.